# Кьезе

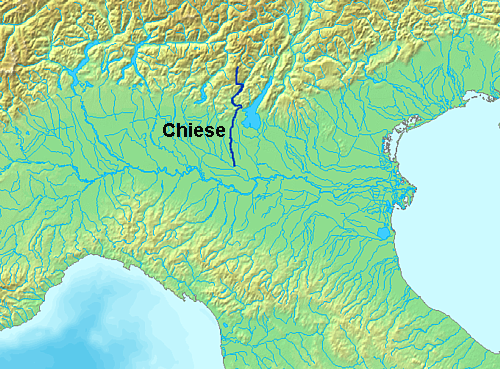

Кье́зе (итал. Chiese; на местном наречии — Clisi) — река в Италии, левый приток реки Ольо, протекает по территории областей Трентино-Альто-Адидже и Ломбардия. Длина — 160 км (18-я среди итальянских рек). Площадь водосборного бассейна — 934 км².
Исток Кьезе находится в горной системе Адамелло в области Трентино-Альто-Адидже. Она протекает через Валь-Ди-Фумо и Валь-ди-Даоне, где является источником воды для искусственных озёр Биссина и Боаццо. У Пьеве-ди-Боно река входит в нижние долины Джудикарие, где в неё впадает приток Адана. Южнее Кьезе питает озеро Идро, впадая в него у коммуны Бондоне. Далее река протекает по провинции Брешиа. Там она проходит через долину Саббия до коммуны Рое-Вольчиано и Паданскую равнину. Кьезе протекает по провинции Мантуя у города Азола и впадает в Ольо у Аккуанегра-сул-Кьезе.